# Andreas Büchting
Andreas Joachim Büchting (* 1946) ist ein deutscher Agrarwissenschaftler und Mitglied der Eigentümerfamilien des Saatgutunternehmens KWS SAAT.

## Leben
Andreas J. Büchtings Eltern sind Carl-Ernst Büchting und dessen Ehefrau Johanne, geborene Rabbethge. Über beide ist er Nachfahre des Firmengründers der KWS SAAT Matthias Christian Rabbethge. Wohnhaft ist er in Göttingen.
Büchting studierte Agrarbiologie an der Universität Hohenheim und an der Cornell University in Ithaca. Nachdem er das Studium mit Diplom abgeschlossen hatte, schloss er ein Aufbaustudium der Wirtschaftswissenschaften an der Freien Universität Berlin an. 1977 promovierte er neben seiner Tätigkeit bei der KWS SAAT AG bei F. Wolfgang Schnell an der Universität Hohenheim mit seiner Dissertation Strukturveränderungen einer Maispopulation nach einem Selektionszyklus auf Kombinationsfähigkeit, einer Thematik im Bereich der angewandten Pflanzengenetik.
1975 trat er zunächst als wissenschaftlicher Mitarbeiter bei der KWS SAAT AG ein, wurde aber schon 1978 Vorstandsmitglied in der Nachfolge seines Vaters und wechselte im Dezember 2007 in die Leitung des Aufsichtsrats. Mit Wirkung zum 6. Dezember 2022 legte Büchting den Aufsichtsratsvorsitz nieder.  Zwischen März 2005 und Januar 2009 war Büchting zudem Mitglied des Aufsichtsrats der Conergy AG.
Andreas J. Büchting ist berufener Senator der Deutschen Akademie der Naturforscher Leopoldina, ohne deren Mitglied zu sein, sowie Stellvertretender Vorsitzender des Forschungs- und Technologierats Bioökonomie von 2009 bis 2012 und Mitglied der Indo-German Consultative Group (Deutsch-Indische Beratungsgruppe).

## Auszeichnungen
- 1993: Niedersachsenpreis in der Kategorie Wissenschaft
- 2002: Ehrendoktorwürde der Georg-August-Universität Göttingen[6]
- 2010: Arthur-Burkhardt-Preis der gleichnamigen Stiftung für Wissenschaftsförderung[7]
- 2011: Ehrendoktorwürde der Universität Hohenheim[8]
- 2015: Medaille Aureus Gottingensis der Georg-August-Universität Göttingen[9]

## Schriften
- Strukturveränderungen einer Maispopulation nach einem Selektionszyklus auf Kombinationsfähigkeit. Dissertation Universität Hohenheim, 1977.
- mit Heide Inhetveen: Landwirtschaft im heutigen China: Eindrücke einer Studienreise. Boden und Gesundheit, Langenburg 1979, ISBN 3-921540-05-4.